# 高鳥正夫
高鳥 正夫（たかとり まさお、大正11年（1922年）11月3日 - 平成11年（1999年）12月31日）は、日本の法律学者。短期大学基準協会会長、東横学園女子短期大学学長等を歴任。

## 経歴
新潟県長岡市生まれ。
昭和22年（1947年）に慶應義塾大学法学部法律学科卒業後、助手、助教授を経て、1957年（昭和32年）から1986年（昭和61年）まで教授。専攻は商法だが、証券取引法及び経済法など研究業績の幅が広い。津田利治が創設した慶應義塾大学商法研究会を継承した。
法務省法制審議会商法部会委員、大蔵省公認会計士審査会委員、大蔵省企業会計審議会委員などを歴任し、昭和57年まで慶應義塾図書館長、慶應義塾研究・教育情報研究センターの立ち上げを主導した。退職後に1986年（昭和61年）から1999年（平成11年）まで東横学園女子短期大学学長を務め、日本私立短期大学協会副会長、社団法人東京都私立短期大学協会会長、短期大学基準協会会長などを歴任。
1999年、膵臓癌のため死去。

## 著書
- 『会社法の諸問題』（慶応義塾大学法学研究会、1973年）
- 『商法総則商行為法』（慶応通信、1976年）
- 『会社法』（慶応通信、1978年）
- 『大学図書館の運営』（勁草書房、1985年）
- 『短大ファーストステージ論』（共著、東信堂、1998年）